# Rhyne Williams
Rhyne Williams (ur. 22 marca 1991 w Knoxville) – amerykański tenisista.

## Kariera tenisowa
Karierę zawodową Williams rozpoczął w 2012 roku. W grze pojedynczej wygrał 1 turniej rangi ATP Challenger Tour. W zawodach wielkoszlemowych zadebiutował podczas US Open 2012, przechodząc najpierw eliminacje. W 1 rundzie turnieju głównego przegrał z Andym Roddickiem.
W grze podwójnej Amerykanin w lipcu 2013 roku awansował do finału zawodów ATP World Tour w Newport, gdzie tworzył parę z Timem Smyczkiem.
W rankingu gry pojedynczej Williams najwyżej był na 114. miejscu (12 sierpnia 2013), a w klasyfikacji gry podwójnej na 141. pozycji (15 lipca 2013).

### Finały w turniejach ATP World Tour
| Legenda                                      |
| -------------------------------------------- |
| Wielki Szlem                                 |
| Igrzyska olimpijskie                         |
| Tennis Masters Cup / ATP Finals              |
| ATP Masters Series / ATP Tour Masters 1000   |
| ATP International Series Gold / ATP Tour 500 |
| ATP International Series / ATP Tour 250      |

#### Gra podwójna (0–1)
| Końcowy wynik | Nr | Data          | Turniej | Nawierzchnia | Partner     | Przeciwnicy                          | Wynik finału      |
| ------------- | -- | ------------- | ------- | ------------ | ----------- | ------------------------------------ | ----------------- |
| Finalista     | 1. | 15 lipca 2013 | Newport | Trawiasta    | Tim Smyczek | Nicolas Mahut Édouard Roger-Vasselin | 7:6(4), 2:6, 5–10 |